# Cerkiew Narodzenia Matki Bożej w Moskwie (Daniłowskij)
Cerkiew Narodzenia Matki Bożej – prawosławna cerkiew parafialna w Moskwie, w rejonie Daniłowskim, w dekanacie św. Daniela Słupnika eparchii moskiewskiej miejskiej Rosyjskiego Kościoła Prawosławnego.

## Historia
Pierwsza cerkiew na tym miejscu została zbudowana ok. 1370. Pierwotnie była to świątynia służąca mnichom ze wspólnoty założonej przez Teodora, ucznia mnicha Sergiusza z Radoneża, oraz odwiedzającym ich świeckim wiernym. W 1379 klasztor ten, nazwany Simonowskim, przeniósł się na inne miejsce, położone nieco na północ w stosunku do dotychczasowej lokalizacji. Cerkiew Narodzenia Matki Bożej pozostała jednak czynna. W świątyni tej po bitwie na Kulikowym Polu pochowano mnichów ławry Troicko-Siergijewskiej Aleksandra Pierieswieta i Andrzeja Oslabii, którzy z błogosławieństwa Sergiusza z Radoneża wzięli w niej udział, walcząc po stronie wojsk Dymitra Dońskiego.
W latach 1509–1510 na miejscu starszej cerkwi wzniesiono nową jednokopułową świątynię według projektu Aloisia Nowego. W XVIII w. świątynię tę rozbudowano o drewnianą dzwonnicę i obszerny przedsionek. W XIX w. oba te elementy zastąpiono murowanymi; po przebudowach z oryginalnej cerkwi Aloisia Nowego pozostały jedynie dolne partie ścian – od nowszych oddziela je fryz. Odpowiednio w 1849 i 1855 w świątyni urządzono dwa nowe ołtarze boczne – św. Mikołaja i św. Sergiusza z Radoneża.
Po rewolucji październikowej świątynia została zamknięta. Rozebrano wieńczącą ją kopułę oraz cerkiewną dzwonnicę. Budynek stał się częścią kompleksu fabryki „Dinamo”. Nagrobki Pierieswieta i Oslabii zostały sprzedane na złom. W 1980 postanowiono przekazać cerkiew muzeum i urządzić w nim wystawę poświęconą bitwie na Kulikowym Polu, ostatecznie jednak obiekt został udostępniony dla wiernych dopiero w 1989, a i po tej dacie był częściowo użytkowany przez fabrykę. Rozebraną dzwonnicę odrestaurowano w 2006. Całe pierwotne wyposażenie budowli zostało zniszczone.